# Улица Обнорского (Новокузнецк)
Улица Обнорского — улица в Кузнецком районе города Новокузнецка.

## История
Улица названа в честь революционера Виктора Павловича Обнорского (1851—1919). Во времена строительства алюминиевого и ферросплавного заводов в 1940-е годы на месте улицы была охотничья слобода, в 1950-е на улице появились первые многоэтажки.

## Описание
Улица Обнорского начинается от улицы Ленина и заканчивается на Кузнецком шоссе. Её длина 4450 метров.
Улица пересекается с улицами Смирнова, Чекалина, Шестакова, Народной, проездом Техническим.
На улице есть 11 пешеходных переходов, 3 из которых регулируются светофорами. Светофорами регулируются перекрёстки с ул. Смирнова, проездом Техническим.
Проезжая часть на 1—2 метра выше пешеходных тротуаров и окружающей местности, поэтому газ от машин стоит на улице около домов.

## Транспорт
По улице проходят многие автобусные маршруты — № 5, 27к, 56, 60, 87, 104, 152, 164, 165, 168, 169, 350 идущие в Абашево, Новобайдаевку, на Вокзал и в Дальнее Куйбышево, Осинники, Мыски и т.п.. В промзоне также действует трамвай.

### Остановки
- Сквер доблести и Славы — автобусы № 5, 27к, 56, 60, 87, 168, 169.
- ул. Гоголя — автобусы № 5, 27к, 56, 60, 87
- Автосервис — автобусы № 5, 27к, 56, 87, 104, 164, 169.
- Индустриальная (Алюминиевый завод) — трамваи № 6, 9, автобусы № 5, 27к, 56, 60, 87, 164, 168, 169.
- Завод Кузнецких Ферросплавов — трамваи № 6, 9, автобусы № 5, 27к, 56, 87, 104, 152, 164, 168, 169, 350.